# أبرشية كلارندون
أبرشية كلارندون (بالإنجليزيةClarendon Parish) (العاصمة ماي بين)، هي أبرشية تقع في مقاطعة ميدلسكس في جامايكا، وهي تقع في جنوب الجزيرة، في منتصف الطريق تقريبًا بين نهاية الجزيرة الشرقية والغربية. وتحدها من الغرب أبرشية مانشتسر، ومن الشرق أبرشية سانت كاترين، وفي الشمال سانت آن.

## الجغرافيا والسكان
تغطي كلارندون مساحة 1,196 كيلومتر مربع، وتعد ثالث أكبر أبرشية في جامايكا. الأبرشية هي في الغالب سهل واسع، تمتاز بعدة أنهار، بما في ذلك نهر ريو مينهو، الذي يمتد على طول الأبرشية.وفي الطرف الشمالي من الأبرشية يكمن جبل موشو، (2000 قدم)، وسلسلة جبال هيد (2800 قدم)، والتي تعتبر المركز الجغرافي للجزيرة. وسهل فير هو ميزة جغرافية هامة أخرى.
يبلغ عدد السكان 246,322 نسمة، كلارندون هي واحدة من أكثر الأبرشيات اكتظاظًا بالسكان في الجزيرة. ويقدر عدد سكان ماي بين، العاصمة، بحوالى 60 الف نسمة.

## أعلام
- ليز ميتشيل
- رودولف أوستن
- ليونارد هويل
- كلود مكاي
- شريفة لويد